# 아포리 첸트로역
아포리 첸트로 역(이탈리아어: Affori Centro)은 밀라노 지하철 3호선의 역이다. 3호선이 처음으로 개통되고 난 뒤 21년이 지난 2011년 3월 26일에 문을 열었다. 2011년에 개통된 데르가노 역부터 코마시나 역까지의 연장 구간에 있는 4개 역 중 하나이다.
아포리 지구의 중심부에 위치해 있으며 지구 내에 있는 두 곳의 지하철역 중 하나이다. 다른 한 곳은 아포리 FN 역인데 페로비에 노르드 밀라노가 운영하는 지역 철도와 환승할 수 있다. 지하에 위치한 역으로 두 개의 승강장이 있으며, 복선 터널의 양쪽에 하나씩 있다.

## 환승
역 근처에 ATM에서 운영하는 일반 버스 정류장이 있다.
- 버스 정류장

## 시설
이 역에는 다음과 같은 시설이 있다.
- 장애인 승객을 위한 승차 시설
- 엘레베이터
- 에스컬레이터
- 승차권 자동 판매기
- 역 감시카메라